# Adila Hassim
Adila Hassim (née en 1972, à Durban en Afrique du Sud) est une avocate sud-africaine. Elle a acquis une notoriété sur la scène internationale en tant que membre de l'équipe juridique dans l'affaire Afrique du Sud contre Israël devant la Cour internationale de Justice (CIJ) en janvier 2024.

## Biographie

### Formation et éducation
Adila Hassim obtient un Bachelor of Arts (BA) et un Bachelor of Laws (LLB) de l'Université du Natal en 1995. Elle reçoit la bourse Franklin Thomas pour poursuivre un Master of Laws (LLM) à la faculté de droit de l'Université Saint Louis de Saint Louis, Missouri, où elle obtient son diplôme en 1999 ; elle reçoit également la bourse de la Fondation Rev Lewers-Bradlow pour devenir docteur en Science of Law (JSD) à la Notre Dame Law School de Notre Dame, Indiana ; elle soutient un doctorat en 2006,,.

### Carrière
Adila Hassim est juriste à la Cour constitutionnelle auprès de Pius Langa et Edwin Cameron, ; elle participe à l'affaire qui oppose Soobramoney au Ministre de la Santé en 1997. 
Elle est admise à la Johannesburg Society of Advocates, le plus grand barreau d'Afrique du Sud, en 2003,.
Dans les années 2000, elle travaille pour le AIDS Law Project. En 2007, elle siège à un comité de la Treatment Action Campaign (TAC) aux côtés d' Andrew Feinstein et Cheryl Gillwald pour soutenir Nozizwe Madlala-Routledge à la suite de son limogeage de son poste de vice-ministre de la Santé. Hassim co-écrit Santé et démocratie : un guide sur les droits de l'homme et le droit et la politique de la santé en Afrique du Sud post-apartheid (2007) et La loi nationale sur la santé : un guide (2008),. Elle a également écrit un certain nombre d'articles pour le Mail & Guardian.
En 2010, Adila Hassim contribue à la fondation de l'organisation d'intérêt public Section27, qui défend les droits socio-économiques où elle occupe le poste de directrice du plaidoyer jusqu'en 2017. Elle est chargée d'organiser plusieurs campagnes importantes, comme la  campagne pour garantir l'accès aux médicaments antirétroviraux (ARV) destinés aux personnes atteintes du VIH/sida ; une campagne visant à protéger les droits des enfants vivant dans la pauvreté ; une campagne pour garantir l'accès à une éducation de qualité pour tous les Sud-Africains.
Elle est également membre fondatrice de Corruption Watch,. 
Adila Hassim est par la suite avocate principale chez Thulamela Chambers,.

## Affaires notables
Adila Hassim a travaillé sur l'affaire des manuels scolaires du Limpopo, portée devant la Cour suprême en 2015. Elle a représenté Sonke Gender Justice et la Treatment Action Campaign dans le cadre du recours collectif contre la silicose de 2015 contre 32 sociétés minières devant les tribunaux. 
En 2017, Hassim est devenu avocate principale dans l'arbitrage Life Esidimeni, représentant la section 27 et les patients en soins de santé mentale dont le décès est au centre d'un scandale sanitaire,,. 144 patients psychiatriques avaient été transférés de leurs établissements de soins habituels vers des maisons de retraite impropres à les accueillir. Le jugement a conclu que « les autorités sud-africaines avaient violé les droits constitutionnels des patients ».
En janvier 2024, Hassim comparaît à La Haye comme membre de l'équipe juridique qui présente la procédure sud-africaine accusant Israël de génocide devant la Cour internationale de Justice (CIJ),. L'équipe juridique comprend, outre Adila Hassim, John Dugard, Tembeka Ngcukaitobi, Max Du Plessis, Tshidiso Ramogale.

## Récompense
L'avocate a reçu plusieurs distinctions notamment le prix Robert F. Kennedy des droits de l'homme en 2018.

## Publications
- Santé et démocratie : un guide sur les droits de l'homme et le droit et la politique de la santé en Afrique du Sud post-apartheid (2007)
- La loi nationale sur la santé : un guide (2008)
- Loi constitutionnelle sud-africaine (2023)